# Enteropogon acicularis
Enteropogon acicularis är en gräsart som först beskrevs av John Lindley, och fick sitt nu gällande namn av Michael Lazarides. Enteropogon acicularis ingår i släktet Enteropogon och familjen gräs. Inga underarter finns listade i Catalogue of Life.

## Bildgalleri

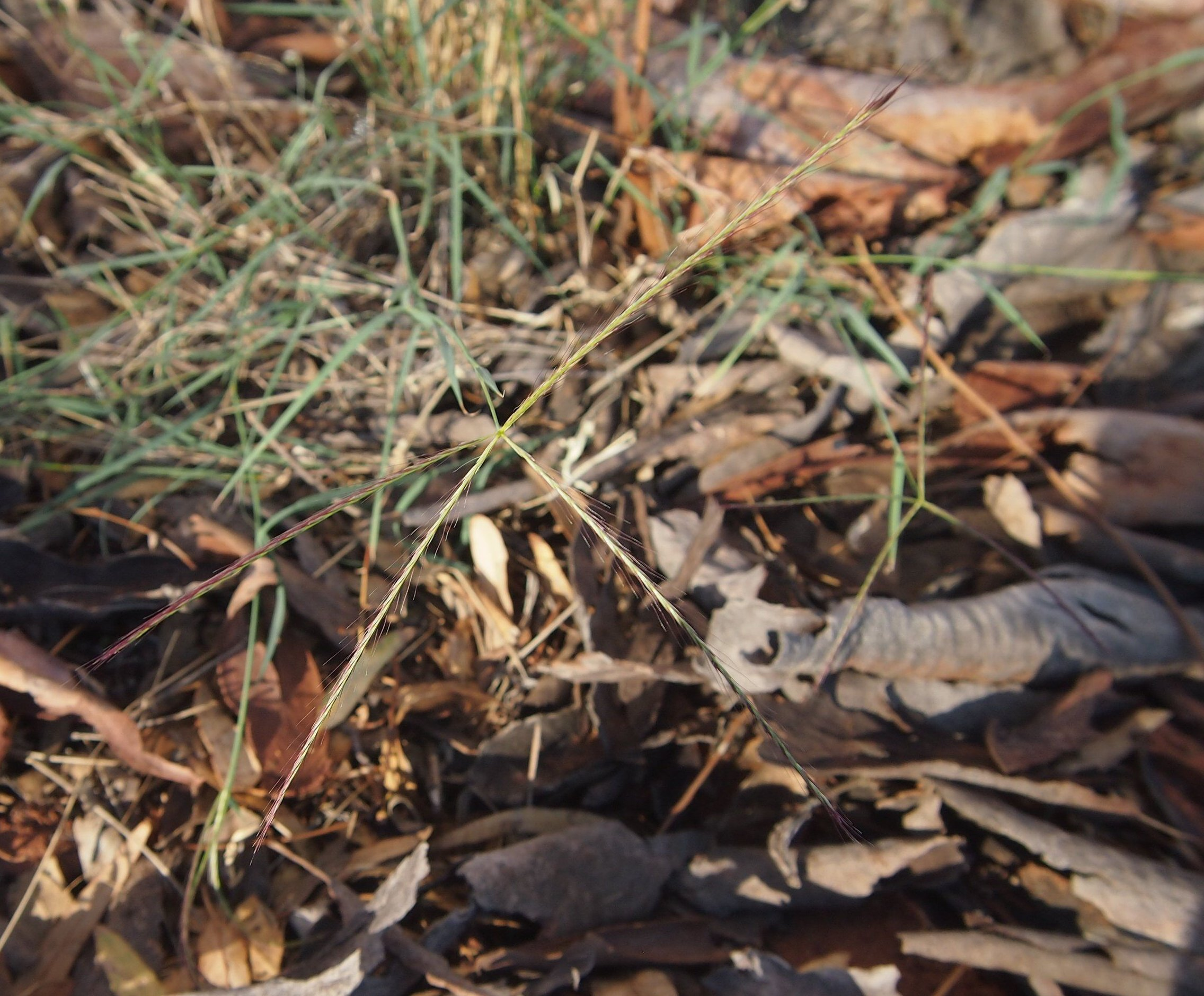
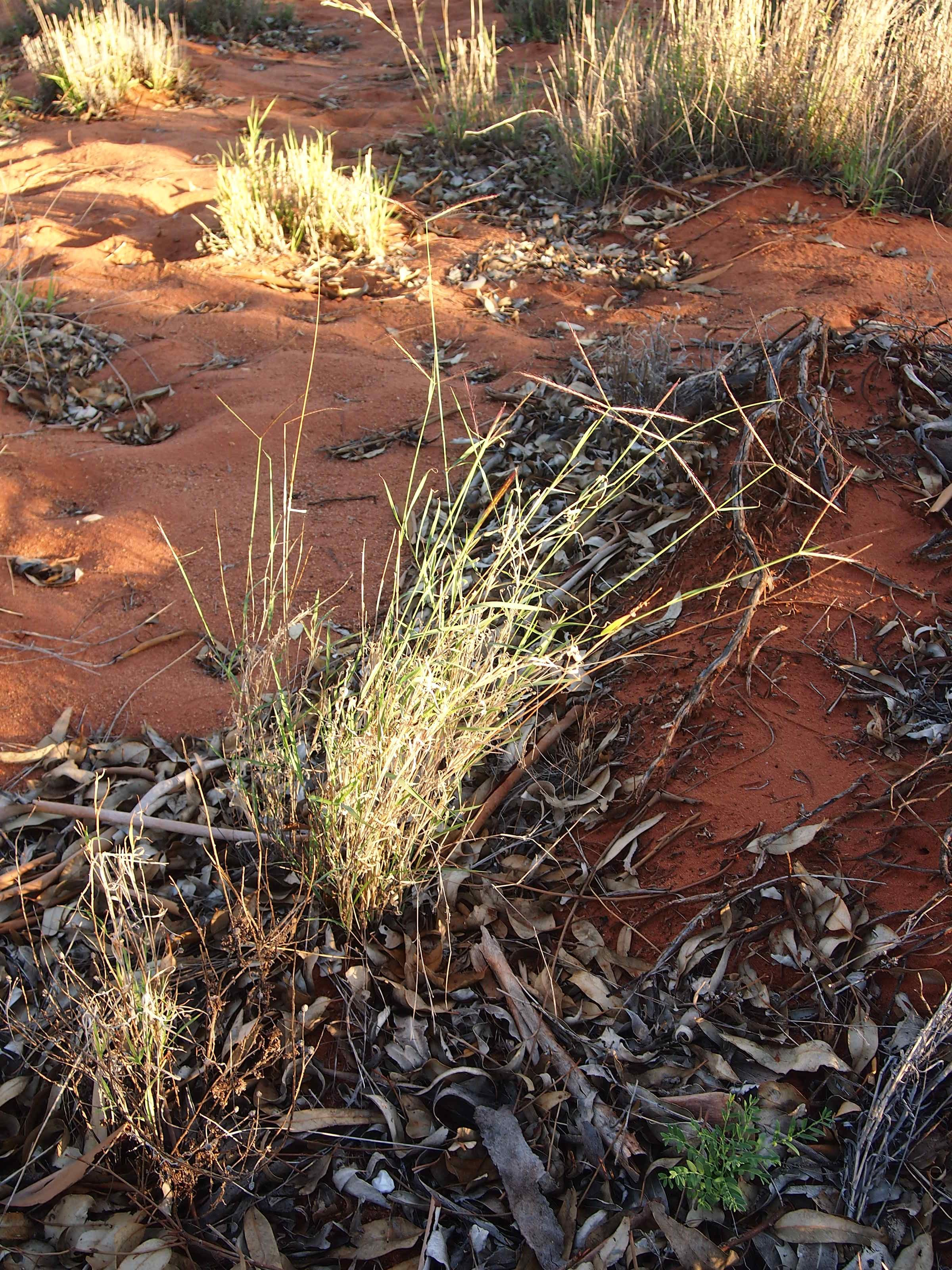
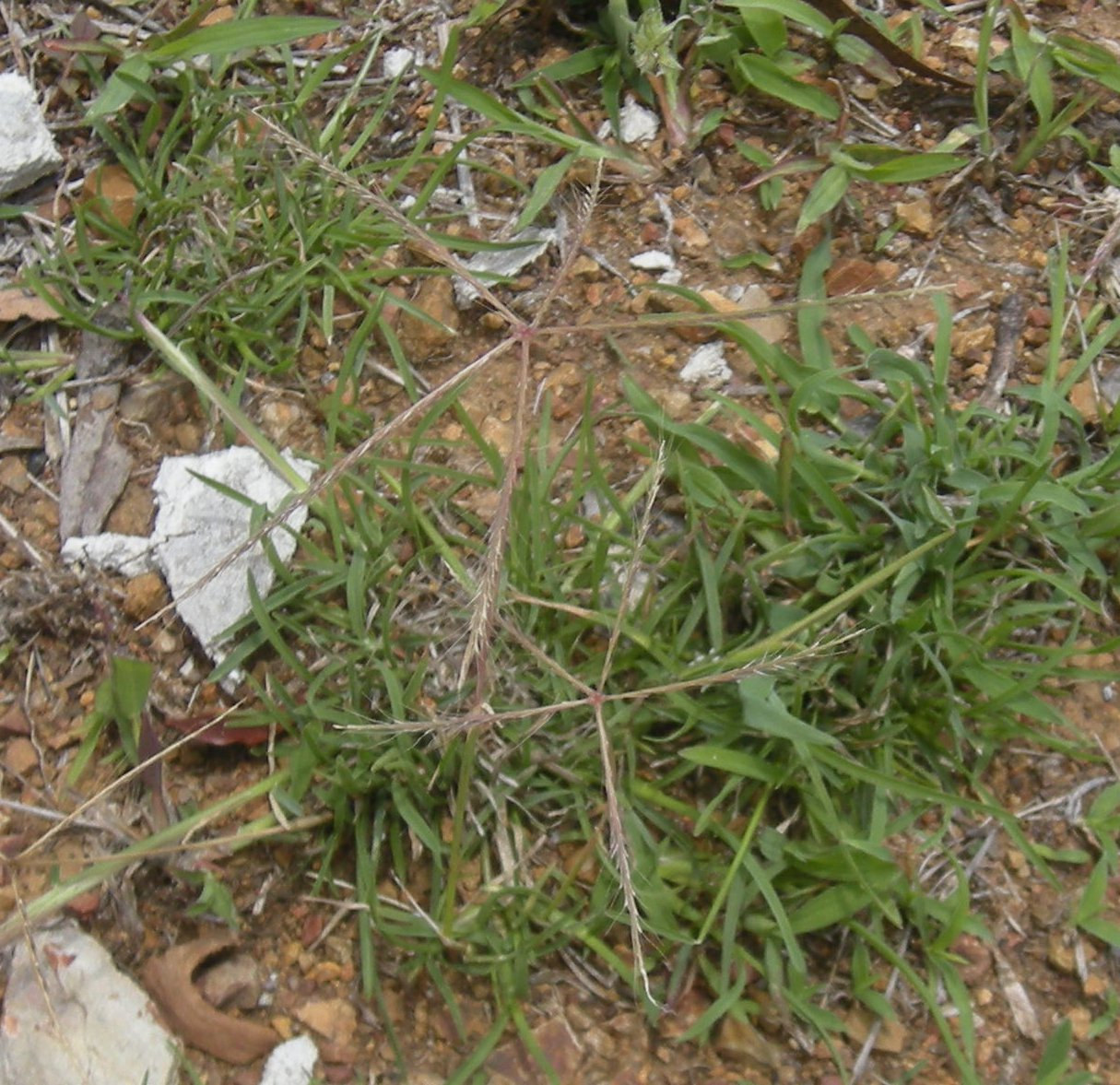